# 11967 Boyle
För andra betydelser, se Boyle (olika betydelser).
11967 Boyle eller 1994 PW20 är en asteroid i huvudbältet som upptäcktes den 12 augusti 1994 av den belgiske astronomen Eric W. Elst vid La Silla-observatoriet. Den är uppkallad efter den irländske kemisten Robert Boyle.
Asteroiden har en diameter på ungefär 5 kilometer.